# Dhar (distrikt)
Dhār är ett distrikt i Indien.   Det ligger i delstaten Madhya Pradesh, i den centrala delen av landet, 700 km söder om huvudstaden New Delhi. Antalet invånare är 2 185 793.
Följande samhällen finns i Dhār:
- Māndu
- Dhār
- Dhāmnod
- Manāwar
- Kukshi
- Badnāwar
- Rajgarh
- Dharampuri
- Bāgh
- Sirdārpore